# Roger Lundin
Roger E. Lundin (1955 - 2005) fue un botánico sueco, que trabajó en el Museo Sueco de Historia Natural, de Estocolmo. Realizó identificaciones y nombramientos en el género Sonerila, en la familia Melastomataceae.

## Algunas publicaciones
- roger e. Lundin. 2000. The life and work of the Swedish botanist Erik Leonard Ekman.[1]